# Traudl Kleefeld
Traudl Kleefeld, geborene Herrmann, (* 17. August 1936 in Bayreuth; † 27. Februar 2024 in Erlangen) war eine deutsche Neuphilologin, Historikerin, Autorin und ehrenamtliche Mitarbeiterin in der evangelischen Kirche.

## Biografie
Traudl (Gertraud) Kleefeld wurde geboren am 17. August 1936 in Bayreuth als zweites Kind des Lehrers Erhard Herrmann und der Försterstochter Margarete Herrmann, geb. Schalkhäuser, beide wohnhaft in Fleisnitz.

### Beruf
Im Januar 1938 zog sie mit ihrer Familie von Fleisnitz nach Neuenmarkt um, besuchte ab 1942 dort die Volksschule und ab 1946 die Städtische Oberschule für Mädchen in Kulmbach, wo sie 1954 das Abitur ablegte.
1954 begann sie das Studium der Neuphilologie (Französisch/ Englisch) in Erlangen, Tübingen und Erlangen.
1959 bestand sie in Erlangen das Erste Staatsexamen für das Lehramt, war Referendarin an den Oberrealschulen in Bamberg, Kronach und Zwiesel und legte 1961 das Zweite Staatsexamen für das Lehramt in Bamberg ab. Von 1961 bis 1964 war sie Studienassessorin, dann Studienrätin an der Oberrealschule in Bad Windsheim.

### Heirat
Während des Studiums in Tübingen 1957 lernte sie ihren Mann kennen, Pfarrer Hans–Gernot Kleefeld, geboren am 28. Juni 1935 in Breslau. Sie heirateten 1962. Sie waren 61 Jahre verheiratet und konnten 2022 ihre Diamantene Hochzeit feiern.

## Missionsarbeit in Afrika
Im Jahre 1962 beschloss die Landessynode der Evangelisch–Lutherischen Kirche in Bayern, die missionarische Arbeit der lutherischen Kirche von Südtanganjika im Gebiet des ehemaligen Deutsch–Ostafrika zu unterstützen. Es war ein kirchenhistorisches Ereignis, dass die Kirche in diesem Rahmen Hans–Gernot Kleefeld als ersten bayerischen Pfarrer mit seiner Ehefrau Traudl in eine afrikanische Partnerkirche entsandte.
Im Selbststudium eigneten sie sich die Grundlagen der Nationalsprache Tanzanias, Suaheli [Swahili], an.
Pfarrer Kleefeld wurde der Leitung der Lutherischen Kirche von Südtanganjika unterstellt. In der ersten Phase ihres Einsatzes in der Südsynode der Evangelisch–Lutherischen Kirche in Tanzania von 1964 bis 1968 wohnte die Familie auf der Missionsstation in Brandt/ Usangu in der Nähe des Njassa–Sees und betreute hier die Missionsarbeit. In der zweiten Phase lebten und wirkten sie in Kidugala/ Ubena nahe dem Lake Malawi von 1969 bis 1972.
Herr Kleefeld arbeitete als Religious Education Adviser (Ratgeber für christliche Erziehung) und war oft auf Reisen. So musste Traudl Kleefeld den Alltag mit den Kindern bewerkstelligen und sich als Mutter und als Hausfrau bewähren. Zudem wurde sie gefragt, sich in der Kirchengemeinde in der Frauenarbeit zu engagieren.
Am sinnvollsten erschien es ihr, den Frauen beizubringen, mit der Hand einfache Röckchen für die Kinder zu nähen. An die vierzig Frauen versammelten sich regelmäßig bei ihr, um Nähen und Stricken zu lernen. Jede Frau sollte auch etwas nähen oder stricken, das nicht für den eigenen Bedarf gedacht war. Mit diesen Kleidungsstücken veranstalteten sie dann einen Bazar. Die erzielten Einnahmen kamen wiederum der Frauenarbeit zugute. Erstaunlich war, wozu die Frauen das Geld verwendeten: Sie finanzierten damit ihre "Missionsreisen". Denn jedes Jahr begab sich eine Gruppe von Frauen aus Kidugala eine Woche lang in ein entfernt gelegenes Dorf, um dort mit den Frauen zu leben, mit ihnen zu arbeiten und ihnen über den christlichen Glauben zu erzählen.

### Andachten und Predigen
Es war üblich, dass die Menschen, bevor sie früh auf ihre Felder gingen, in der Kirche zu einer Morgenandacht zusammenkamen. Nach einem Jahr in dem Ort Brandt wurde sie gefragt, ob sie eine Andacht in der Kirche halten könnte. Am Mittwoch war Frauentag und einmal im Jahr im September auch ein Frauensonntag. Bei diesen Anlässen predigten ebenfalls stets Frauen, die nicht Theologie studiert hatten. Traudl Kleefeld wurde wie andere Frauen der Gemeinde gebeten, gelegentlich zu predigen. So hielt sie auf der Kanzel ihre erste Andacht vor der Gemeinde in diesem armen Land der Dritten Welt.
Seit den Anfängen der Missionsarbeit in Kidugala war es üblich, im Ostergottesdienst auf jeden Fall eine Frau predigen zu lassen. Frauen seien die Ersten gewesen, die dem auferstandenen Christus begegneten; deshalb hätten sie die Aufgabe und das Recht, die Botschaft von der Auferstehung zu verkünden.

### Unterrichten in der Bibelschule
Ehrenamtlich arbeitete Traudl Kleefeld als Dozentin an der Evangelisten–Schule. Die Bibelschule war eine zentrale Einrichtung in Kidugala, an der Evangelisten (junge Männer und Frauen) für die Arbeit in den Gemeinden ausgebildet wurden. Die Unterrichtssprache war Suaheli.

### Veränderungen durch die Auslandstätigkeit
Später beschrieb Traudl Kleefeld die Veränderungen, die die Auslandstätigkeit bei ihrem Mann und ihr bewirkt hatten: "Das Leben dort hatte unseren Horizont erweitert. Es waren Lehrjahre, die wir in Tanzania verbrachten. Manches haben wir möglicherweise selbst gelehrt und weitergegeben. Viel mehr haben wir von den afrikanischen Menschen gelernt." Traudl Kleefeld wurde angesteckt von dem selbstverständlichen Selbstbewusstsein afrikanischer Frauen, die sie in diesen christlichen Gemeinden kennenlernte. Sie begann die Stellung der Frauen nicht nur in Afrika, sondern überall in der Gesellschaft, in der Kirche und in der Geschichte Deutschlands in Frage zu stellen.

## Ehrenamtliche Tätigkeiten
Nach ihrer Rückkehr nach Deutschland erteilte sie in Neuendettelsau von 1972 bis 1981 Englischunterricht im Missions– und Diasporaseminar und begann eine ausgedehnte Vortragstätigkeit zu Fragen der Missions– und Frauenarbeit. 1991 bis 2008 gehörte sie dem Vorstand des Evangelischen Bildungswerks Erlangen an und arbeitete im Dekanat Erlangen bei Dekanatsfrauentagen mit.
Ab 1982 wirkte sie in Erlangen 18 Jahre lang bis 2000 als Kirchenvorsteherin in der St. Markus Gemeinde im Evangelisch–Lutherischen Dekanat Erlangen im Kirchenkreis Nürnberg in der Evangelisch–Lutherischen Kirche in Bayern. Sie übernahm die Leitung des Frauenkreises der Gemeinde und leitete ihn mit großem Erfolg 28 Jahre lang.

## Weltgebetstag
Besonders eindrücklich war für Traudl Kleefeld, als sie 1965 in Tansania erlebte, wie die afrikanischen Frauen in Brandt den Weltgebetstag feierten. In einem Aufsatz beschrieb sie, wie diese Initiative ihr Leben veränderte.
In ihrer Heimat hatte Traudl Kleefeld allenfalls durch Hörensagen vom Weltgebetstag erfahren, aber noch nie selbst teilgenommen. Selbst in den kleinsten Gemeinden in der Steppe feierten die Frauen jedes Jahr den Weltgebetstag. An dieser Aufgabe beteiligte sich Traudl Kleefeld in den folgenden Jahren immer wieder. Die Frauen Tanzanias, denen traditionell Mitspracherechte in der Öffentlichkeit verwehrt waren und die oft vor Männern Demuts– oder Unterwürfigkeitshaltung annehmen mussten, begriffen die christliche Botschaft als befreiend. Frauenarbeit war eine der tragenden Säulen der Evangelischen Kirche in Tanzania. Der Weltgebetstag trug wesentlich dazu bei, dass die Frauen in den "jungen" Kirchen sich mehr und mehr ihrer Zugehörigkeit zu der weltweiten Gemeinschaft der Christen bewusst wurden und sie mit immer mehr Selbstverständlichkeit und Selbstbewusstsein in ihren eigenen Gemeinden mitarbeiteten.

### Mitglied im Redaktionsteam des Weltgebetstags der Frauen
Nachdem sie in Tansania den Weltgebetstag kennengelernt hatte, engagierte sie sich seit 1965 für diese größte ökumenische Bewegung weltweit. Über 25 Jahre übersetzte Traudl Kleefeld die Ordnung des Weltgebetstags vom Englischen ins Deutsche. Sie gestaltete die Feier und bereitete sie intensiv vor. Von 1982 bis 2009 war sie Mitglied im Redaktionsteam des Weltgebetstags der Frauen – Deutsches Komitee e.V., 90547 Stein.

## Historische Forschung über Hexenverfolgung
Seit 1987 forschte sie intensiv zur Historie der Hexenverfolgungen im Bereich des Markgraftums Brandenburg–Ansbach und Sugenheim, einem besonders bitteren Kapitel der Frauengeschichte. 2011 veröffentlichte sie den Aufsatz Hexengedenken in Franken. 2016 erschien ihr Buch Wider das Vergessen – Hexenverfolgung in Franken – Stätten des Gedenkens. In diesen Publikationen stellte sie Orte in der Region Franken vor, in denen Gedenkstätten oder Denkmäler an die Opfer der Hexenprozesse erinnern. Ihr lag daran, an die Opfer zu erinnern. An vielen Orten erinnern jetzt Gedenktafeln und Mahnmale an ihre Namen.
In ihrem Buch stellte sie auch einen der Gegner der Hexenprozesse aus Franken vor: Johann Matthäus Meyfart (1590–1642).
Auf Grund ihrer eigenen Forschungen und Kontakte zu verschiedenen Personen vor Ort gelang es ihr, Gedenkstätten in Franken ausfindig zu machen und zu beschreiben. Darüber veröffentlichte Traudl Kleefeld Aufsätze und hielt viele Vorträge.
Aufgrund ihrer Forschungen installierten mehrere Orte eine Gedenktafel, Gedenkstein o. ä. für die Opfer der Hexenprozesse.
Unter ihrer engagierten Mitarbeit veröffentlichte die Synode der Evangelisch–Lutherischen Kirche in Bayern 1997 eine Stellungnahme zur Mitverantwortung der Kirche an den Hexenprozessen.
Mehrfach beteiligte sie sich mit dem Arbeitskreises Hexenprozesse mit Pfarrer Hartmut Hegeler auf dem Markt der Möglichkeiten auf evangelischen Kirchentagen. Auf dem Ökumenischen Kirchentag 2010 in München gestaltete sie den Gedenkgottesdienst für die Opfer der Hexenprozesse in der Herz–Jesu–Kirche mit.
Im Jahr 2017 lud Wolfgang Behringer, Professor für Frühe Neuzeit an der Universität des Saarlandes, sie ein, ihre Forschungsergebnisse über Gedenkstätten für die Opfer der Hexenprozesse in Franken auf der Fachtagung des Arbeitskreises Interdisziplinäre Hexenforschung (AKIH) in der Akademie der Diözese Rottenburg–Stuttgart zusammen mit Hartmut Hegeler vorzustellen.
2018 wurde sie vom Eichstätter Diözesangeschichtsverein e.V. zu einem Vortrag im Rahmen eines Symposiums eingeladen im Rahmen der Veranstaltungen des Eichstätter Diözesangeschichtsvereins.

## Würdigung
- In ihrer Einladung zum Festgottesdienst "60 Jahre Frauenkreis St. Markus" 2013 schrieb Traudl Kleefeld in prägnanten Worten, was für sie der Frauenkreis der Kirche ausmachte und wie er auf das gesamte Gemeindeleben ausstrahlte.[14]
- Im zweiten Frauengeschichtswettbewerb  der Evangelisch–Lutherischen Kirche in Bayern 2000/ 2001 wurde ihr Aufsatz "Stehet auf, ihr stolzen Frauen" aufgenommen in die Publikation "Frauenleben im 20. Jahrhundert", die mit dem Argula von Grumbach–Preis ausgezeichnet wurde.
- Ihre vielfältigen ehrenamtlichen Engagements wurden 2021 mit dem Ehrenzeichen des Bayerischen Ministerpräsidenten für Verdienste von im Ehrenamt tätigen Frauen und Männern gewürdigt: "Seit 1982 engagiert sich Gertraud Kleefeld ehrenamtlich in ihrer Kirchengemeinde St. Markus in Erlangen, ihr besonderes Augenmerk liegt dabei besonders auf der Frauen– und Bildungsarbeit. Ihr ehrenamtliches Wirken begann sie ursprünglich als Kirchenvorsteherin, zusätzlich war sie auf Gemeinde– und Dekanatsebene für die Durchführung des Weltgebetstags zuständig sowie Mitglied des Redaktionsteams. Weiterhin war sie viele Jahre Mitglied im Vorstand des Evangelischen Bildungswerkes und stand annähernd 30 Jahre lang an der Spitze des Frauenkreises der Kirchengemeinde St. Markus."[15][16]

## Veröffentlichungen
- Aufbau und Praxis der Höheren Schulen in Frankreich. In: Jahresbericht 1962/63 Humanistisches Gymnasium mit Oberrealschule Bad Windsheim.
- Ein Gebet geht um die Welt – 100 Jahre Weltgebetstag. In: Unser Auftrag. Zeitschrift für Mitarbeiter in der Kirche. Nr. 1, München, 1987.
- Zur Geschichte der Hexenverfolgungen. In: Hexenverfolgung. Eine Stellungnahme aus der Evangelisch–Lutherischen Kirche in Bayern. Im Auftrag der Evang.–Luth. Kirche in Bayern herausgegeben von Fritz Anders, Traudl Kleefeld und Joachim Track. München, 1997, S. 19 – 33.
- Margarete Bucklin – Eine Frauengeschichte aus dem 16. Jahrhundert im lutherischen Markgrafentum Ansbach. In: Und sie traten aus dem Schatten (Hrsg. Frauengleichstellungsstelle der Evang.–Luth. Kirche in Bayern). München, 1999, S. 45 – 50.
- Mit Hans Gräser, Gernot Stepper: Hexenverfolgung im Markgraftum Brandenburg–Ansbach und in der Herrschaft Sugenheim. Mit Quellen aus der Amtsstadt Crailsheim. Mittelfränkische Studien im Auftrag des Historischen Vereins für Mittelfranken. Ansbach, 2001.
- Wann das Trudenwerckh nicht so gar gros und überhand genommen hette. Hexenverfolgung im 16. und 17. Jahrhundert. In: Geschichte der Frauen in Mittelfranken (Hrsg. Nadja Bennewitz und Gaby Franger). Cadolzburg, 2003, S. 120 – 127.
- Ampts und gewissens halben. Der lutherische Pfarrer in Ezelheim und der Hexenverdacht in seiner Gemeinde (1611). In: Hexenwahn – Eine theologische Selbstbesinnung (Hrsg. Renate Jost, Marcel Nieden). Stuttgart, 2004. S. 109 – 126.
- Unter Schirmakazien und Eukalyptusbäumen – Lehrjahre in Südtanzania. In: Stehet auf, ihr stolzen Frauen. Frauenleben im 20. Jahrhundert. Evangelische Frauen in den Umbrüchen ihrer Zeit. Zweiter Frauengeschichtswettbewerb  der Evangelisch–Lutherischen Kirche in Bayern 2000/ 2001. Argula von Grumbach–Preis (Hrsg. Frauengleichstellungsstelle der Evang.–Luth. Kirche in Bayern). München, 2004. S. 93 – 100.
- Johann Matthäus Meyfart: Gegner der Hexenprozesse. In: Hartmut Hegeler: Unterrichtsmaterialien Hexenverfolgungen. Unna, 2005, S. 68f.
- Hexengedenken in Franken. In: Korrespondenzblatt Nr. 4, April 2011 (Hrsg. Pfarrer– und Pfarrerinnenverein in der evangelisch–lutherischen Kirche in Bayern), 126. Jg. S. 61 – 64.
- Hexenverfolgungen in den lutherischen Herrschaftsgebieten in Franken. In: Hexenwahn in Franken (Hrsg. Markus Mergenthaler und Margarete Klein–Pfeuffer im Auftrag des Knauf–Museums Iphofen), Dettelbach, 2014, S. 244 – 261.
- Wider das Vergessen: Hexenverfolgung in Franken – Stätten des Gedenkens. Hexen Gedenken in Franken. Gedenkstätten für Opfer der Hexenverfolgung in Franken. Dettelbach, 2016. ISBN 978-3897544840.
- Hartmut Hegeler: Luthers Hexenpredigten. Lesebuch zu Predigten, Vorlesungen, Tischreden von Martin Luther zu: Hexenverfolgung, Zauberei, Teufel. Zum Reformationsjubiläum 2017. Mit einem Beitrag von Traudl Kleefeld.
- Hexenverfolgung im Markgraftum Ansbach. In: Hexenverfolgung im Bistum Eichstätt (Symposium des Eichstätter Diözesangeschichtsvereins am 12./13. Oktober 2018 in Eichstätt). Beiträge zur Geschichte der Diözese Eichstätt, Band 2. EOS Editions Sankt Ottilien, 2020.